# We Dub Again
 (octobre 2016).
Si vous disposez d'ouvrages ou d'articles de référence ou si vous connaissez des sites web de qualité traitant du thème abordé ici, merci de compléter l'article en donnant les références utiles à sa vérifiabilité et en les liant à la section « Notes et références ».
Albums de Groundation
The Gathering of the Elders (2002-2009)
(2011) Building an Ark
(2011)
We Dub Again, sorti le 21 octobre 2011 chez Soulbeat Records, est un album vinyle (LP) de remixes Dub des titres de l'album We Free Again (2004) du groupe de reggae californien Groundation, produit en collaboration avec Apple Gabriel et Don Carlos.

## Liste des titres[1]
| 1. | Dub Rise     | 7:07 |
| 2. | The Mountain | 6:02 |
| 3. | Dub Them All | 5:52 |

| 1. | Fourth Dubmension | 4:42 |
| 2. | Feel Jah          | 4:34 |
| 3. | The Seventh Dub   | 6:06 |